# جيانلوكا غاودنزي
جيانلوكا غاودنزي (بالإيطالية: Gianluca Gaudenzi)‏ هو لاعب كرة قدم ومدرب كرة قدم إيطالي في مركز الوسط، ولد في 28 ديسمبر 1965 في ريتشوني في إيطاليا. لعب مع إيه سي ميلان ونادي أنكونا ونادي بريشيا ونادي بيسكارا ونادي تشيزينا ونادي ريميني ونادي كالياري ونادي لوكيزي ونادي ليفورنو ونادي مودينا ونادي مونزا وهيلاس فيرونا.

## وصلات خارجية
- جيانلوكا غاودنزي على موقع الاتحاد الأوربي (الإنجليزية)
- جيانلوكا غاودنزي على موقع قاعدة بيانات كرة القدم.إي يو (الإنجليزية)
- جيانلوكا غاودنزي على موقع عالم كرة القدم.نت (الإنجليزية)